# Хорват, Линда
Линда Мария Хорват (нем. Linda Maria Horvath; род. 10 февраля 1978, Хартберг, Штирия), в замужестве Шерф (нем. Scherf) — австрийская легкоатлетка, специалистка по прыжкам в высоту. Выступала за сборную Австрии по лёгкой атлетике в 1996—2000 годах, чемпионка Европы среди юниоров, трёхкратная чемпионка страны, участница летних Олимпийских игр в Сиднее.

## Биография
Линда Хорват родилась 10 февраля 1978 года в Хартберге, Австрия. Занималась лёгкой атлетикой в местном одноимённом клубе TSV Hartberg.
Впервые заявила о себе на международном уровне в сезоне 1996 года, когда вошла в состав австрийской сборной и выступила в прыжках в высоту на юниорском мировом первенстве в Сиднее.
В 1997 году стала чемпионкой Австрии в прыжках в высоту, одержала победу на юниорском европейском первенстве в Любляне. Будучи студенткой, представляла страну на Всемирной Универсиаде в Катании.
В феврале 1998 года на международном турнире в немецком Вуппертале установила свой личный рекорд в прыжках в высоту в помещении — 1,88 метра.
На чемпионате Австрии 1999 года в Капфенберге превзошла всех соперниц и установила личный рекорд в прыжках в высоту на открытом стадионе — 1,93 метра. Позднее с тем же результатом выиграла бронзовую медаль на молодёжном европейском первенстве в Гётеборге. Принимала участие в чемпионате мира в Севилье.
В 2000 году была лучшей на чемпионате Австрии в Вене, вновь взяв высоту в 1,93 метра. Благодаря этому успешному выступлению удостоилась права защищать честь страны на летних Олимпийских играх в Сиднее — на предварительном квалификационном этапе прыгнула на 1,89 метра, чего оказалось недостаточно для выхода в финальную стадию.
По окончании сиднейской Олимпиады Линда Хорват завершила спортивную карьеру.